# Claire Jacob
Claire Jacob (Sedan, 3 maggio 1996) è una calciatrice francese, portiere dello Stade Reims.

## Carriera

### Nazionale
Jacob inizia ad essere convocata dalla federazione calcistica della Francia (Fédération Française de Football - FFF) dal 2012, inizialmente per indossare la maglia della formazione Under-17, chiamata dal tecnico Francisco "Paco" Rubio in occasione della doppia amichevole del 28 febbraio e 1º marzo con le pari età della Svizzera, dove scende in campo in entrambi gli incontri, per poi essere inserita in rosa con la squadra impegnata alle qualificazioni all'Europeo di categoria 2012, condividendo con le compagne, senza pur essere mai impiegata, la progressione della sua nazionale che vede nuovamente superare le due fasi di qualificazione, accedere alla fase finale e, infine, battere prima la Svizzera 5-1 in semifinale, per poi perdere la finale con la Germania, superata ai calci di rigore dopo che l'incontro era terminato sull'1-1 ai tempi regolamentari.
A torneo terminato c'è l'avvicendamento sulla panchina dell'U-17, con la nazionale affidata ora a Guy Ferrier, al quale viene dato il compito di dirigere la formazione che, grazie al risultato all'Europeo, ottiene l'accesso al Mondiale di Azerbaigian 2012. Ferrier continua a concederle fiducia inserendola in rosa come riserva di Romane Bruneau; anche in questa caso, pur non scendendo mai in campo, festeggia la conquista il suo primo titolo di campione del mondo di categoria. Veste la maglia della U-17 un'ultima volta in occasione dell'amichevole del 13 settembre vinta sulla Colombia per 2-1.
Un anno più tardi viene chiamata in Under-19 dal tecnico Gilles Eyquem, inserita in rosa con la squadra impegnata alle qualificazioni all'Europeo di Norvegia 2014, facendo il suo debutto in una competizione UEFA il 23 settembre 2013, scesa in campo titolare nell'incontro vinto 7-0 con la Bulgaria. Superata la prima fase di qualificazione, con la Francia che chiude al primo posto il gruppo 9, Jacob scende tra i pali nei primi due incontri della fase élite, vittoria 5-1 con la Romania e pareggio 2-2 con la Polonia, mentre nel decisivo incontro con la Svezia le viene preferita Cindy Perrault, incontro concluso con la vittoria delle scandinave con rete di Stina Blackstenius a due minuti dalla fine. La Francia, campionessa in carica, deve poi cedere all'Irlanda l'accesso alla fase finale come migliore seconda classificata della fase. Per Jacob, che oltre ai tre incontri UEFA aveva all'attivo anche una presenza in amichevole, non vi sono altre occasioni per vestire la maglia dell'U-19.
Del 2016 è la sua unica presenza con la nazionale B, dove scende titolare nell'incontro amichevole del 2 marzo vinto 5-1 sulla Polonia.

## Palmarès

### Club
- Campionato francese di seconda divisione: 1

Stade Reims: 2018-2019

### Nazionale
- Campionato mondiale under 17: 1

2012